# 惡緣
《惡緣》（：／），為Netflix韓國於2025年4月4日上線的網路劇集，改編自崔熙善創作的網路漫畫《孽緣》，由電影《王牌計中計》、《厄憶追凶》的李一炯導演執導及執筆，講述六個人被捲入無法逃脫的邪惡關係中的犯罪驚悚劇。

## 演員陣容

### 主要人物
| 演員                    | 角色   | 介紹 |
| ----------------------- | ------ | --- |
| 朴海秀 （少年：宋健僖） | 金範俊 | 偶然目睹意外現場後，與想要掩蓋事件的人進行交易的詐騙犯，曾為九和高中學生。                                                 |
| 申敏兒 （少年：申度賢） | 李周妍 | 「聖心綜合醫院」的外科醫生，因為兒時經歷導致心理創傷，每天因惡夢無法入睡，某天與不想再見面的人再次相遇，曾為九和高中學生。 |
| 李熙俊 （少年：裴潤奎） | 朴在永 | 透過高利貸投資虛擬貨幣，最終卻負債累累的人，曾為九和高中學生。                                                             |
| 金成均                  | 張吉龍 | 與朴在永同物流公司工作，中國朝鮮族，因不當行為失去了工作，被委託一項涉及巨額資金的工作而陷入不幸的人。                     |
| 李光洙                  | 韓相勳 | 在江南經營私人韓醫院，過著成功的生活，享受他渴望的財富和名譽，卻因一場意想不到的事故，生活瞬間發生了變化。                 |
| 孔升妍 （少年：崔素允） | 李裕姃 | 韓醫師的女友，具有蛇蠍美人魅力的女人，曾為九和高中學生。                                                                   |

### 其他人物
| 演員   | 角色   | 介紹                                                 |
| ------ | ------ | ---------------------------------------------------- |
| 朴呼山 | 黃哲木 | 徵信社社長，姜英植的前輩。                           |
| 崔宏一 | 朴東植 | 朴在永的父亲。                                       |
| 李瑞埈 | 白智勳 | 調查朴東植車禍的巡警。                               |
| 林哲亨 | 姜英植 | 九和警察局刑警，负责调查废弃建筑火災案和埋尸凶杀案。 |
| 南允浩 | 崔警官 | 九和警察局刑警，与姜英植搭档调查案件。               |
| 申文成 | 朴仁錫 | 通知朴在永的警察所長。                               |
| 朴美賢 |        | 朴東植的教會朋友。                                   |
| 權多咸 |        | 開車撞到朴東植的肇事者，保險公司組長。               |
| 金慶民 | 昌燮   | 朴在永在物流公司的同事。                             |
| 咸胜敏 |        | 向朴在永索要香烟的高中生。                           |
| 裴在瑛 |        | 向朴在永索要香烟的高中生。                           |
| 申柱煥 |        | 遇見韓相勳車禍的司机，實為徵信社社員。               |
| 鄭藝真 |        | 遇見車禍的副駕，實為徵信社社員。                     |
| 韓宥恩 |        | 直播主，在初月山直播过程中發現朴東植的屍體并報案。   |
| 徐智英 |        | 朴東植的妹妹。                                       |
| 李泰英 |        | 殯儀館人員。                                         |
| 趙昭幼 |        | 速食店店員。                                         |
| 韓知曉 | 李美來 | 保險公司櫃台人員。                                   |
| 金英雅 |        | 九和教会的修女院長。                                 |
| 朴寶妍 |        | 韓相勳的妻子，委托黃哲木调查丈夫外遇。               |
| 崔盛元 | 金南俊 | 皮膚科院長，在自行车同好会认识李裕姃并被仙人跳。     |

### 特別出演
| 演員   | 角色   | 介紹                           |
| ------ | ------ | ------------------------------ |
| 金南佶 | 尹正敏 | 與周妍在同一間醫院工作的戀人。 |
| 趙震雄 |        | 高利貸老闆，朴在永的債主。     |

## 迴響
根據全球OTT平台收視排名網站FlixPatrol於7日顯示，《惡緣》在Netflix電視節目類別中排名全球第四，並在韓國、泰國、新加坡、菲律賓、馬來西亞、印尼等七個國家排名第一。
時代雜誌評價其為：「一部透過非線性敘事將張力最大化的作品。」Collider表示：「它真實而殘酷地捕捉到了貪婪帶來的悲劇。」並補充道：「故事及主要情節發展得非常出色、精心。」《Fandom Wire》將其評價為「2025 年最令人滿意的作品之一。」並表示：「它以不斷變化的情節，為觀眾呈現出神秘和懸疑的氣氛。」
2025年4月的第一週（3月31日至4月6日）以360萬觀看次數位居Netflix非英語電視節目第五位。4月第二週（4月7日至4月13日）以480萬觀看次數位居Netflix非英語電視節目第二位。4月第三週（4月14日至4月20日）以170萬觀看次數位居Netflix非英語電視節目第七位。

## 獎項榮譽
| 年度 | 頒獎典禮          | 獎項                    | 入圍者   | 結果 | 參     |
| ---- | ----------------- | ----------------------- | -------- | ---- | ------ |
| 2025 | 第4屆青龍系列大獎 | 電視劇部門 最優秀作品獎 | 《惡緣》 | 提名 | [ 12 ] |
| 2025 | 第4屆青龍系列大獎 | 電視劇部門 男主角獎     | 朴海秀   | 提名 | [ 12 ] |
| 2025 | 第4屆青龍系列大獎 | 電視劇部門 男配角獎     | 李光洙   | 獲獎 | [ 12 ] |
| 2025 | 第4屆青龍系列大獎 | 電視劇部門 女配角獎     | 孔升妍   | 提名 | [ 12 ] |

## 外部連結
- 在Netflix上觀看《惡緣》
- Daum上《惡緣》的資料
- 豆瓣电影上《惡緣》的資料 （简体中文）
- 互联网电影数据库（IMDb）上《惡緣》的资料（英文）
- 《惡緣》在HanCinema的页面（英文）